# Luger P08

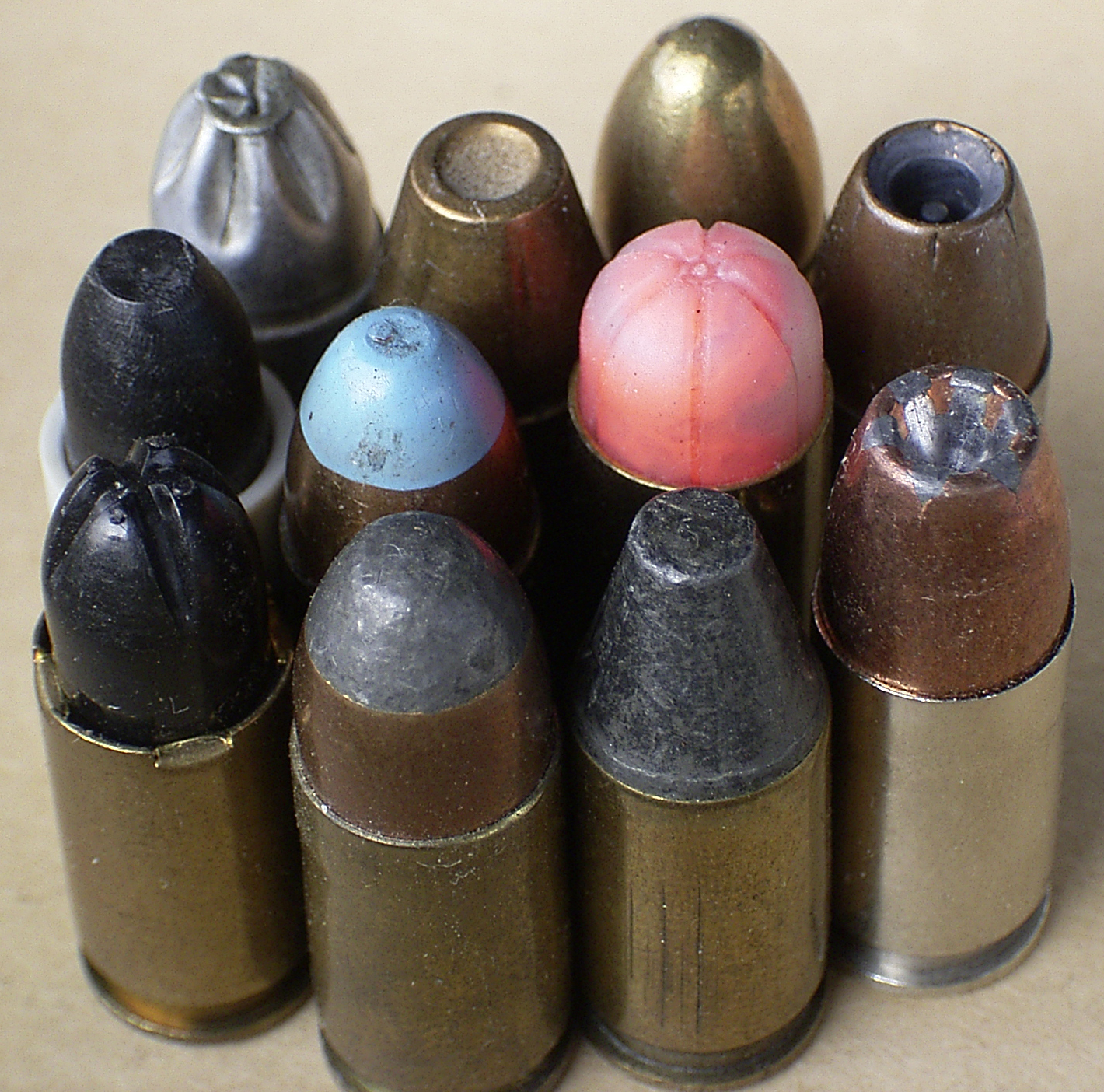
9mm-Parabellumpatronen

De Luger P08 is een pistool van Duitse makelij. De juiste (door de fabriek gegeven) benaming van het pistool was "Selbstladepistole Parabellum". Parabellum was de productgroep waaronder de fabrikant DWM (Deutsche Waffen- und Munitionsfabriken A.G. te Berlijn) haar vuurwapens op de markt bracht. Naast het Parabellumpistool bracht DWM ook het Parabellum machinegeweer op de markt, een compactere versie van het Maxim-machinegeweer. In de jaren rond 1900 nam DWM ook het telegramadres 'Parabellum' in gebruik. (Parabellum is een onderdeel van de Latijnse spreuk 'Si vis pacem, para bellum' wat zoveel betekent als 'Als je vrede wilt, bereid je dan voor op oorlog').
De naam "Luger" is vooral buiten Duitsland blijven hangen en als niet-officiële naam aan het wapen verbonden gebleven. Deze naam is afgeleid van degene die het wapen heeft verbeterd, de Oostenrijker Georg Luger. Hij baseerde zich op het C93-pistool van Hugo Borchardt. Beiden, Luger en Borchardt, werkten voor de Deutsche Waffen- und Munitionsfabriken (DWM). De Luger was uiteindelijk kleiner en lichter dan het onhandige en veel te grote pistoolontwerp van Borchardt.
De korte benaming P08 is afgeleid van de naam waaronder het Parabellumpistool in 1908 door het Duitse leger als standaardpistool Pistole 08 of P08 werd geaccepteerd.

## Werking
Het onconventionele aspect van het wapen ligt in het feit dat het gebruikmaakt van een vergrendeling die de werking van het kniegewricht nabootst. De vergrendeling bestaat uit een constructie met drie scharnierpunten waarbij een van de assen zich onder het horizontale vlak bevindt. Het gehele bovenstuk, inclusief loop, zal zich na het schot enkele millimeters naar achteren bewegen, waarbij de knoppen van de afsluiter tegen de oorvormig uitstekende delen van het frame lopen. Door dit contact wordt de middelste as van de afsluiter naar boven getild, waardoor de vergrendeling wordt opgeheven en de afsluiter met een kniebuiging opent, waarbij de hoofdveer wordt gespannen en de verschoten patroonhuls wordt uitgeworpen. Het mechanisme is nu klaar om de volgende patroon te kameren. De gespannen hoofdveer drukt de afsluiter weer dicht, waarbij automatisch de volgende patroon vanuit het magazijn in de kamer wordt gedrukt en de afsluiter zich weer vergrendelt.

## Variaties / geschiedenis
Er bestaan veel verschillende variaties van het Lugerpistool. De eerste Luger is ontstaan uit een Zwitserse beproeving van het Borchardtpistool. De op- en aanmerkingen op het Borchardt C-93 ontwerp resulteerden in een reeks van modificaties die door Luger gedeponeerd zijn en vervolgens tot de Zwitserse Luger hebben geleid. Deze is gekamerd voor 7,65 mm Parabellum munitie en werd door het Zwitserse leger in 1900 geaccepteerd. Diverse varianten volgden elkaar in Zwitserland op, het model 1900, 1900/06 en 1906/29.
In 1904 nam de Kaiserliche Marine het model 1904 in gebruik, een Parabellum met een looplengte van 15 cm en een in twee standen verstelbaar vizier. Het Heer (Wehrmacht) volgde in 1908 met de acceptatie van de P08, gevolgd door een artillerieversie van het pistool in 1913, dat onder de naam "Lange Pistole 08" of LP08 in gebruik werd genomen. Alhoewel Nederland al tussen 1900 en 1905 diverse tests met de Luger had uitgevoerd werd het wapen niet door de Koninklijke Landmacht in gebruik genomen. Wel werd het wapen als Model 1911 door het KNIL in gebruik genomen en later als Pistool Automatisch, Nr. 1 door de Koninklijke Marine. Ook de Verenigde Staten heeft voor 1908 enkele acceptatietests met het wapen uitgevoerd. Voor een van de tests in 1907 werd een Luger-variant in het kaliber .45 ACP ontwikkeld.
De P08 en LP08 werden geproduceerd door DWM en het arsenaal in Erfurt. In 1930 ging de productie van DWM over naar Mauser in Oberndorf am Neckar, dat het wapen tot 1942 produceerden. Het arsenaal in Erfurt stopte na de Eerste Wereldoorlog met produceren en de machines verhuisden naar Simson in Suhl. Tot rond 1934 produceerde Simson een beperkte serie pistolen. Na de inbeslagname van de Simsonfabrieken gebruikte de firma Heinrich Krieghoff de machines en gegevens van Simson om een eigen P08-productielijn op te zetten. Krieghoff produceerde vervolgens tot 1945 een beperkte serie P08's voor de Luftwaffe.
In 1942 werd de productie van de Luger P08 bij Mauser gestopt omdat zijn opvolger, de Walther P38, betrouwbaarder en goedkoper was. Desondanks bleef het wapen in Duitsland tot het einde van de oorlog en lang erna in gebruik.
Onder het DDR-regime werden vele P08-pistolen gerenoveerd en ze bleven tot ver in de jaren zeventig in gebruik. Ook Noorwegen maakte tot in de jaren tachtig gebruik van de P08. Na de oorlog zijn bij Mauser in Oberndorf, onder Frans bevel, nog een aantal P08's geassembleerd die door de Franse overheid in gebruik werden genomen.
Het wapen kende na de Tweede Wereldoorlog enkele heroplevingen. In 1969 werd door Interarms de mogelijkheid bekeken om het wapen opnieuw op de markt te brengen. Mauser besloot een nieuwe versie van het Parabellumpistool te ontwikkelen, dat in de Verenigde Staten via Interarms werd verkocht. Dit pistool, de "Mauser Parabellum", werd tot 1997 door Mauser geleverd, de laatste jaren vooral in beperkte verzamelaars- en herdenkingsoplagen. Een Amerikaanse variant van de Luger werd in de jaren tachtig en negentig uit roestvast staal gemaakt door de firma Aimco, later Orimar. Deze pistolen werden zowel onder de naam 'Aimco', 'Mitchell Arms' als 'Orimar' op de markt gebracht.

## In Nederlandse dienst
Nadat het KNIL in 1901 mitrailleurs had beproefd, hield men zich ook bezig met de persoonlijke bewapening van het mitrailleurpersoneel. Een zelflaadpistool en marechausseesabel leek het meest geschikt. De aandacht ging uit naar het "Parabellum-pistool van 9 mM Systeem Borchardt-Luger" en het "Mars-pistool, Systeem Gabbett-Fairfax, kaliber 11,40 mM". Aangezien dit laatste pistool niet leverbaar was, besloot men uiteindelijk om enkel de Luger te beproeven. Deze wapens kwamen begin 1907 in Indië aan. Na de positieve beproeving van de Luger werd besloten tot invoering, en in 1911 werd een post van ƒ 86.000 vrijgemaakt voor de eerste aankoop. In mei 1911 werd een contract gesloten met Deutsche Waffen- und Munitionsfabriken (DWM), en zodoende deed het Parabellum pistool zijn intrede onder de naam pistool M.11.

## Kaliber
De Parabellum was het eerste pistool dat voor kaliber 9 × 19 mm-patronen, ook wel bekend als 9×19mm Parabellum, was ingericht. Dit kaliber is tot vandaag het meest gebruikte voor pistolen en het is een directe afgeleide van het 7,65 mm Parabellum kaliber (7,65 × 21,5 mm), dat op zijn beurt weer is gebaseerd op de 7,63 mm patroon van Borchardt. Ongetwijfeld is de Luger het meest herkenbare pistool ter wereld door zijn aparte vormgeving. De schuine hoek van de handgreep, de gestroomlijnde vorm, de afsluiter die als kniegewricht functioneert met zijn opvallende knoppen: ze zorgen allemaal voor een wapen met een iconisch uiterlijk.
Heden ten dage wordt de Luger nog in een beperkte oplage door een van de oorspronkelijke fabrikanten, de firma Krieghoff, geproduceerd.
De vele varianten, contracten, leveranciers en gebruikers maken het een geliefd wapen bij verzamelaars.

## Gebruikers
- Algerije: Gebruikt door het Algerijnse bevrijdingsleger tijdens de onafhankelijkheidsoorlog tegen Frankrijk, gekocht van Tsjecho-Slowakije of Joegoslavië.[4]
- Australië: Op Duitse troepen buitgemaakt en gebruikt tijdens de Noord-Afrikaanse veldtocht tijdens de tweede wereldoorlog.
- Bolivia[5]: Aangeleverd in 1912 en gebruikt in de Chaco-oorlog[6]
- Brazilië[7]
- Koninkrijk Bulgarije[8]: Gebruikte meerdere varianten van de Luger vanaf 1903.[9][10]
- Republiek China: Gebruikt door het krijgsherenleger van Zhang Zuolin.[11]
- Duitsland[12]
  -  Duitse Keizerrijk[13]
  -  Weimarrepubliek[13]
  -  Nazi-Duitsland[13]
  -  Oost-Duitsland: In gebruikt tot in de jaren 60 door de Deutsche Volkspolizei[4] en de Stasi.[14]
- Democratische Republiek Georgië: Voornamelijk gebruikt door officieren.
- Indonesië: Ten tijden van de Japanse invasie van Nederlands-Indië waren er ongeveer 14.000 M.11 Luger pistolen in dienst bij het KNIL. Het wapen is tijdens de Indonesische Onafhankelijkheidsoorlog veel gebruikt. Generaal Soedirman heeft persoonlijk een M.11 pistool gedragen.
- Japans Keizerrijk: Het Japanse leger gebruikte Luger pistolen die buitgemaakt werden op het Koninklijk Nederlandsch-Indisch Leger tijdens de tweede wereldoorlog.[14]
- Finland[15]
- Frankrijk: Frankrijk bezette van 1945 tot 1946 de Mauser fabriek waar in beslag genomen onderdelen werden ongeveer 4.000 Lugers gemaakt voor Franse troepen[5]
- Letland: Minder dan 1.000 eenheden aangekocht tussen 1936 en 1939.[15]
- Libië
- Litouwen
- Mexico[15]
- Nederland: Nederlandse wapenfabrieken produceerden vanaf 1912 Lugers voor het KNIL.[5] De Koninklijke Marine bestelde Lugers in 1923 en de Koninklijke Luchtmacht in 1928.
- Nieuw-Zeeland: Buitgemaakte Lugers werden gebruikt door Nieuw-Zeelandse militairen tijdens de 1ste en 2de wereldoorlogen. In 1942 werden eerder buitgemaakte P08 pistolen uitgedeeld aan officieren van de Koninklijke Nieuw-Zeelandse luchtmacht
- Noorwegen: In gebruik van 1945 tot in 1987.[16]
- Oostenrijk: Het Oostenrijkse leger gebruikte Lugers na 1945.[5]
- Palestina: Palestijnse Bevrijdingsorganisatie kreeg pistolen van Oost-Duitsland.[4]
- Portugal[17][18]
- Keizerrijk Rusland: Kleine aantallen werden privé aangeschaft door officieren.[19]
- Spanje[15]
- Sovjet-Unie: Gebruikt door het Rode Leger tijdens de burgeroorlog.[20] In 1929 werd een contract getekend voor de aanschaf van 300 Lugers van de Weinmarrepubliek. Deze wapens werden gemonteerd in de Sestroretsk wapenfabriek.[21]
- Thailand[4]
- Tsjecho-Slowakije: Het Tsjecho-Slowaakse leger gebruikt Lugers na het uitroepen van onafhankelijkheid in 1919.[22]
- Turkije[18]
- Verenigd Koninkrijk: Gebruikt door Special Operations Executive.[4]
- Verenigde Staten[15]: In 1901 schafte de U.S. Ordnance Board 1000 Luger model 1900 pistolen aan. Deze werden uitgedeeld onder de cavalerie die ze gebruikten tijdens politionele acties in Cuba en de Filipijnen. De VS heeft geprobeerd de luger aan te passen om andere soorten patronen te gebruiken. Uiteindelijk zijn geen van deze versies op grote schaal gebruikt door het Amerikaanse leger, die besloot de Colt M1911 in gebruik te nemen.
- Zweden[15]
- Zwitserland: Het eerste land dat de Luger in gebruik nam, van 1900 tot 1950.[15]